# Al-Malihah
Al-Malihah (árabe: المليحة, também soletrada Al-Mleha ou Al Mulayhah) é uma cidade no sul da Síria, administrativamente parte da governação da Zona Rural de Damasco, localizada nos subúrbios a leste de Damasco, a oeste de Jaramana, na área de Ghouta. As localidades próximas incluem 'Aqraba, Deir al-Asafir, Zabdin, Kafr Batna e Babbila. De acordo com o Central de Estatística da Síria, al-Malihah tinha uma população de 23.034 no censo de 2004.